# Mikroregion Entorno de Brasília
Die Mikroregion Entorno de Brasília, auch Entorno do Distrito Federal genannt, liegt im Mittelwesten (Região Central-Oeste) von Brasilien. Sie ist eine durch das IBGE (Instituto Brasileiro de Geografia e Estatística) für statistische Zwecke festgelegte Region im brasilianischen Bundesstaat Goiás. Sie gehört zur Mesoregion Ost-Goiás und umfasst 20 Gemeinden.

## Geographische Lage
Die Mikroregion Entorno de Brasília umschließt den Bundesdistrikt Brasília praktisch vollständig und grenzt an die Mikroregionen (Mesoregionen):
- Im Norden an Porangatu und Chapada dos Veadeiros (Nord-Goiás)
- Im Nordosten an Vão do Paranã (Ost-Goiás)
- Im Osten an Unaí (Noroeste de Minas, MG)
- Im Südosten Paracatu (Noroeste de Minas, MG)
- Im Südwesten an Catalão und Pires do Rio (beide in Süd-Goiás)
- Im Westen an Anápolis und Mikroregion Ceres (beide in Zentral-Goiás)

## Gemeinden in der Mikroregion Entorno de Brasília
| Gemeinde                    | Lage                                          | Fläche (km²) | Einwohner 2010 | Einw./km² | BIP 2007 (Mio. R$) | BIP pro Kopf (R$) |
| --------------------------- | --------------------------------------------- | ------------ | -------------- | --------- | ------------------ | ----------------- |
| Abadiânia                   | Lage von Abadiânia in Goiás                   | 1.044,159    | 15.752         | 15,1      | 62,551             | 4.949             |
| Água Fria de Goiás          | Lage von Água Fria de Goiás                   | 2.029,406    | 5.095          | 2,5       | 71,368             | 14.251            |
| Águas Lindas de Goiás       | Lage von Águas Lindas de Goiás                | 191,198      | 159.505        | 834,2     | 399,113            | 3.026             |
| Alexânia                    | Lage von Alexânia in Goiás                    | 847,891      | 23.828         | 28,1      | 294,218            | 14.687            |
| Cabeceiras                  | Lage von Cabeceiras in Goiás                  | 1.127,601    | 7.346          | 6,5       | 75,320             | 11.395            |
| Cidade Ocidental            | Lage von Cidade Ocidental in Goiás            | 388,162      | 55.883         | 144,0     | 175,461            | 3.611             |
| Cocalzinho de Goiás         | Lage von Cocalzinho de Goiás                  | 1.787,994    | 17.391         | 9,7       | 70,451             | 4.772             |
| Corumbá de Goiás            | Lage von Corumbá de Goiás                     | 1.062        | 10.344         | 9,7       | 50,849             | 5.533             |
| Cristalina                  | Lage von Cristalina in Goiás                  | 6.160,722    | 46.568         | 7,6       | 586,438            | 16.017            |
| Formosa                     | Lage von Formosa in Goiás                     | 5.806,891    | 100.084        | 17,2      | 561,334            | 6.222             |
| Luziânia                    | Lage von Luziânia in Goiás                    | 3.961,536    | 174.546        | 44,1      | 1.628,876          | 8.309             |
| Mimoso de Goiás             | Lage von Mimoso de Goiás                      | 1.386,910    | 2.685          | 1,9       | 19,545             | 6.892             |
| Novo Gama                   | Lage von Novo Gama in Goiás                   | 191,675      | 95.013         | 495,7     | 277,530            | 3.320             |
| Padre Bernardo              | Lage von Padre Bernardo in Goiás              | 3.137,903    | 27.689         | 8,8       | 123,673            | 4.762             |
| Pirenópolis                 | Lage von Pirenópolis in Goiás                 | 2.227,793    | 23.065         | 10,4      | 114,584            | 5.600             |
| Planaltina                  | Lage von Planaltina in Goiás                  | 2.539,113    | 81.612         | 32,1      | 293,226            | 3.839             |
| Santo Antônio do Descoberto | Lage von Santo Antônio do Descoberto in Goiás | 938,309      | 63.166         | 67,3      | 182,400            | 3.279             |
| Valparaíso de Goiás         | Lage von Valparaíso de Goiás                  | 60,111       | 132.947        | 2211,7    | 492,308            | 4.302             |
| Vila Boa                    | Lage von Vila Boa in Goiás                    | 1.060,170    | 4.742          | 4,5       | 25,974             | 6.187             |
| Vila Propício               | Lage von Vila Propício in Goiás               | 2.181,575    | 5.145          | 2,4       | 86,990             | 17.246            |
| Total:                      | Mikroregion Entorno de Brasília in Goiás      | 038.131,576  | 1.052.406      | 27,6      | 05.592,209         | 5.464             |